# Lygosoma anguinum
Lygosoma anguinum är en ödleart som beskrevs av  Theobald 1868. Lygosoma anguinum ingår i släktet Lygosoma och familjen skinkar. IUCN kategoriserar arten globalt som otillräckligt studerad. Inga underarter finns listade i Catalogue of Life.